# 리로이 젠킨스 (밈)

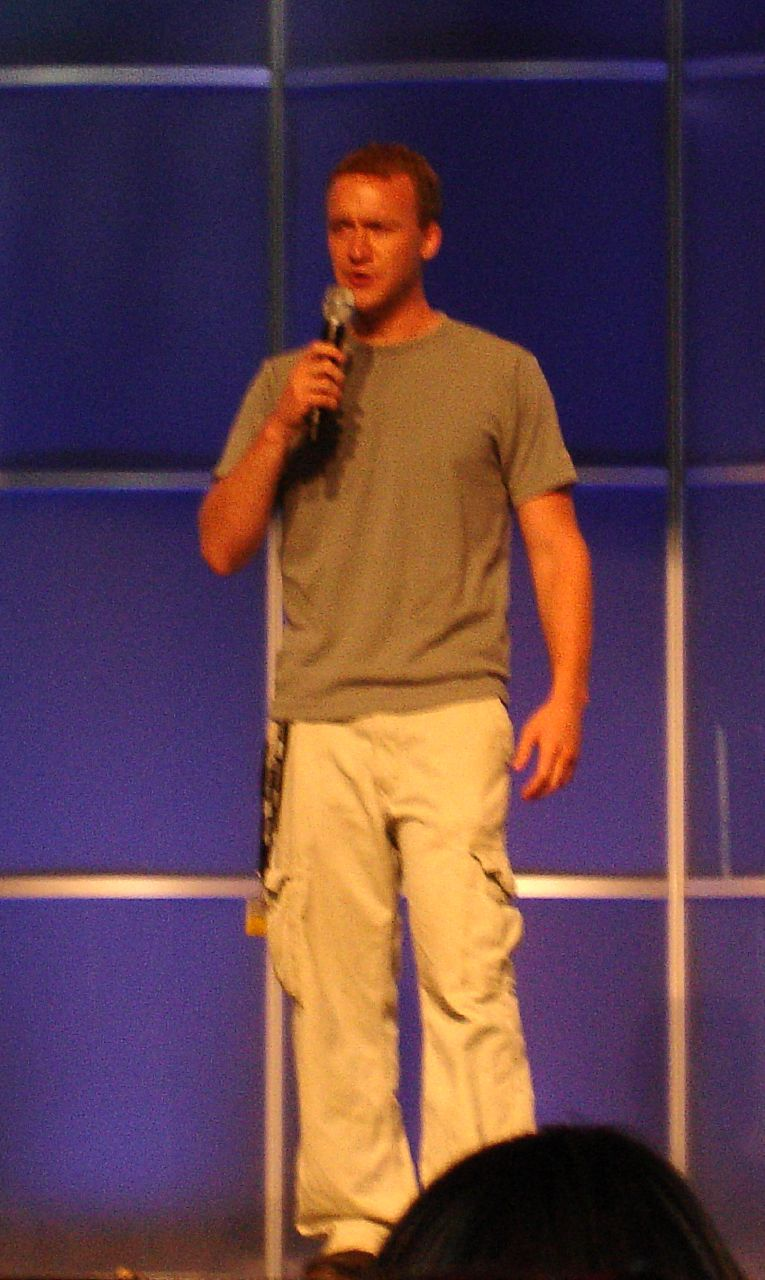

리로이 젠킨스(영어: Leeroy Jenkins)는 블리자드 엔터테인먼트의 MMORPG 월드 오브 워크래프트에서 벤 슐즈가 만든 플레이어 캐릭터이다. 이 캐릭터는 2005년 게임 영상이 바이럴 비디오가 되어 크게 인기를 끌었다. 영상 내용은 게임에서 여러 플레이어 캐릭터들이 전투에 관한 토론을 하고 있지만 리로이는 그 자리에 없었으며 갑자기 본인의 이름을 외치며 전투를 한다. 유머스러운 이 영상은 이후 인터넷 밈이 되었다. 블리자드 엔터테인먼트는 이후에 월드 오브 워크래프트의 공식 논플레이어 캐릭터 뿐만 아니라, 하스스톤의 카드 캐릭터로도 만들었다.

## 비디오
원본 비디오는 2005년 5월 11일에 월드 오브 워크래프트 플레이어 길드 "Pals for Life"가 비디오 공유 사이트인 워크래프트무비스에 공개했다. 이 비디오는 플레이어들이 전투를 위한 자세한 전투 계획을 논의하는 모습을 담고 있다. 리로이는 치킨을 먹기 위해 자리를 비우고 있었다. 갑자기 리로이가 돌아와 자신의 이름을 외치며 전투에 뛰어든다. 그의 동료들은 리로이를 구하기 위해 서둘러 투입되지만 리로이의 행동은 계획을 망치고 모든 플레이어가 죽게 된다. 다른 플레이어들은 리로이에게 질타를 보내지만, "적어도 나는 치킨이 남아 있어."라고 영상이 끝이 난다. 이 마지막 말 또한 밈화되었다.